# World Series 2021
Le World Series 2021 sono state la 117ª edizione della serie di finale della Major League Baseball al meglio delle sette partite tra i campioni della National League (NL), gli Atlanta Braves, e quelli dell'American League (AL), gli Houston Astros. La serie è iniziata il 26 ottobre ed è terminata il 2 novembre.
La serie è stata vinta in gara 6 dagli Atlanta Braves, che hanno sconfitto per 4-2 gli Houston Astros, conquistando per la quarta volta nella loro storia il trofeo. L'esterno destro dei Braves, Jorge Soler, è stato nominato MVP delle World Series dopo avere battuto con 6 su 20, 3 fuoricampo e 6 punti battuti a casa.

## Sommario
Atlanta ha vinto la serie 4-2
| Gara | Data       | Punteggio                           | Stadio           | Tempo | Pubblico |
| ---- | ---------- | ----------------------------------- | ---------------- | ----- | -------- |
| 1    | 26 ottobre | Atlanta Braves 6 - 2 Houston Astros | Minute Maid Park | 4:06  | 42 825   |
| 2    | 27 ottobre | Atlanta Braves 2 - 7 Houston Astros | Minute Maid Park | 3:11  | 42 833   |
| 3    | 29 ottobre | Houston Astros 0 - 2 Atlanta Braves | Truist Park      | 3:24  | 42 898   |
| 4    | 30 ottobre | Houston Astros 2 - 3 Atlanta Braves | Truist Park      | 3:45  | 43 125   |
| 5    | 31 ottobre | Houston Astros 9 - 5 Atlanta Braves | Truist Park      | 4:00  | 43 122   |
| 6    | 2 novembre | Atlanta Braves 7 – 0 Houston Astros | Minute Maid Park | 3:22  | 42 868   |